# Софіянівка
Софіяні́вка — село в Україні, у Маневицькій селищній громаді Камінь-Каширського району Волинської області. Населення становить 72 особи.
На північ від села знаходиться ботанічний заказник загальнодержавного значення Софіянівський заказник.

## Історія
У 1906 році село Велицької волості Ковельського повіту Волинської губернії. Відстань від повітового міста 54 верст, від волості 14. Дворів 40, мешканців 251.
19 липня 2020 року, в результаті адміністративно-територіальної реформи та ліквідації  Маневицького району, село увійшло до складу новоутвореного Камінь-Каширського району.

## Населення
Згідно з переписом УРСР 1989 року чисельність наявного населення села становила 111 осіб, з яких 50 чоловіків та 61 жінка.
За переписом населення України 2001 року в селі мешкало 67 осіб. 100 % населення вказало своєю рідною мовою українську мову.